# 010 Trojans 2015
Questa voce raccoglie le informazioni riguardanti gli 010 Trojans nelle competizioni ufficiali della stagione 2015.

## Eredivisie 2015

### Stagione regolare
| 8 febbraio 2015 2ª giornata | 010 Trojans | 7 – 40 | Amsterdam Crusaders |  |

| 15 febbraio 2015 3ª giornata | 010 Trojans | 9 – 15 | Arnhem Falcons |  |

| 14 marzo 2015 6ª giornata | 010 Trojans | 32 – 14 | Hilversum Hurricanes |  |

| 29 marzo 2015 7ª giornata | Amstelland Panthers | 0 – 6 | 010 Trojans |  |

| 12 aprile 2015 9ª giornata | Arnhem Falcons | 30 – 0 | 010 Trojans |  |

| 26 aprile 2015 10ª giornata | Lightning Leiden | 7 – 53 | 010 Trojans |  |

| 10 maggio 2015 11ª giornata | 010 Trojans | 26 – 34 | Alphen Eagles |  |

| 17 maggio 2015 12ª giornata | 010 Trojans | 19 – 6 | Nijmegen Pirates |  |

| 7 giugno 2015 15ª giornata | Nijmegen Pirates | 6 – 27 (0-0 0-20 0-7 6-0) | 010 Trojans |  |

| 14 giugno 2015 16ª giornata | Alphen Eagles | 14 – 6 (0-6 0-0 0-0 14-0) | 010 Trojans |  |

## Statistiche di squadra
| Competizione           | %Vittorie | In casa | In casa | In casa | In casa | In casa | In casa | In trasferta | In trasferta | In trasferta | In trasferta | In trasferta | In trasferta | Totale | Totale | Totale | Totale | Totale | Totale |
| Competizione           | %Vittorie | G       | V       | N       | P       | Pf      | Ps      | G            | V            | N            | P            | Pf           | Ps           | G      | V      | N      | P      | Pf     | Ps     |
| ---------------------- | --------- | ------- | ------- | ------- | ------- | ------- | ------- | ------------ | ------------ | ------------ | ------------ | ------------ | ------------ | ------ | ------ | ------ | ------ | ------ | ------ |
| ED - Stagione regolare | .500      | 5       | 2       | 0       | 3       | 93      | 109     | 5            | 3            | 0            | 2            | 92           | 57           | 10     | 5      | 0      | 5      | 185    | 166    |
| Totale                 | .500      | 5       | 2       | 0       | 3       | 93      | 109     | 5            | 3            | 0            | 2            | 92           | 57           | 10     | 5      | 0      | 5      | 185    | 166    |